# Lagenantha gillettii
Lagenantha gillettii är en amarantväxtart som först beskrevs av Viktor Petrovitj Botjantsev, och fick sitt nu gällande namn av Michael George Gilbert och Ib Friis. Lagenantha gillettii ingår i släktet Lagenantha och familjen amarantväxter. Inga underarter finns listade i Catalogue of Life.